# Adobe Story

Adobe Story es una herramienta de desarrollo de guiones creado por Adobe Systems Incorporated. El software Adobe Story permite describir ideas, escribir guiones rápidamente con formato automático y colaborar en línea. A parte, se puede planificar y programar proyectos de vídeo a gran velocidad, organizar la producción con informes y aprovechar los metadatos del guion en la postproducción. 
Hay dos versiones disponibles: Adobe story Free, versión gratuita, y Adobe Story Plus, con necesidad de suscribirse.

## Características generales
Adobe Story Permite planificar el proceso de producción, así como crear informes de producción. Se puede conectar a Adobe Premiere Pro y hacer más fluido el trabajo, sin necesidad de ir cambiando el programa constantemente. A más, existe la opción tanto de compartir en línea el proyecto, como los mismos guiones, y poder acceder a ellos desde cualquier dispositivo con internet.
Es posible importar guiones desde Final Draft o Microsoft Word, así como los metadatos necesarios para que en un futuro, cuando se importe (si es necesario) a Adobe Premiere Pro, se facilite la búsqueda de elementos claves del vídeo.
Se puede trabajar tanto en línea como offline. si se trabaja de manera offline, los cambios realizados se verán reflejados las próxima vez que se trabaje en línea.

## Creación de la historia
Si se tiene un proyecto empezado desde Final Draft, Microsoft Word o Movie Magic Screenwritter, se podrá importar sin ningún problema a Adobe Story.
Adobe Story se encarga de mantener el formato del texto y ofrece distintas plantillas según el gusto del creador, así como también elegir que tipo de guion se quiere hacer (cinematográfico, televisivo, etc.). Incluye una lista predefinida de personajes, escenarios y actores para que se autocomplete a la hora de ir escribiendo el proyecto o, si se utiliza la herramienta de finalización automática SmartType, se irá autocompletando rápidamente nombres de los personajes, diálogos y transiciones que se han usado con frecuencia. A parte de estas herramientas, también incluye otras como mostrar el guion de forma sencilla en una escaleta, agrupar las escenas dentro de los actos o comparar guiones en paralelo, entre otras.
Una vez finalizado el proyecto, el archivo se podrá exportar en formato PDF, XML, CSV, TXT, Microsoft Word o Movie Magic Scheduling.

## Compartir proyectos
Al poder compartir el proyecto con los diferentes miembros del equipo, todo el equipo podrá ver los cambios realizados de manera instantáneas gracias a las notificaciones que se envían. El autor del proyecto puede permitir que acciones pueden o no realizar el resto del equipo de trabajo (leer, comentar o modificar el documento). Adobe Story marca en el proyecto los cambios que han sido realizados y por quién. El autor del guion puede señalar si aprueba o no estos cambios.

## Producción
Incluye una herramienta que permite agrupar las escenas y añadir notas con el día de rodaje, el maquillaje o vestuario necesario, así como apuntar el número de cámaras que se van a utilizar, la duración de los planos y los movimientos de cámara.
También se pueden crear documentos como biografías de los personajes, sinopsis cortas y sinopsis.

## Creación de Backups
Se pueden hacer backups desde cualquier dispositivo para que no se pierda información y se pueda restaurar cuando sea necesario. 

## Requisitos mínimos

### Windows
- Procesador a 1 GHz o superior.
- Microsoft Windows XP con Service Pack 3 o Windows 7
- 512 MiB de RAM
- Pantalla SVGA de 1280 x 768
- Microsoft Internet Explorer 8 o 9, Firefox 9 o 10, o Chrome 16
- Conexión internet superior a 512 kbit/s
- Habilitar las cookies y la compatibilidad con SSL y JavaScript del navegador.
- Adobe Flash Player 10.1

### Mac OS
- Procesador a 1 GHz o superior
- Mac OS X v10.6.8 o v10.7
- 512 MiB de RAM
- Pantalla SVGA de 1280 x 768
- Apple Safari 5, Firefox 9 o 10, o Chrome 16
- Conexión a internet superior a 512 kbit/s
- Habilitar las cookies y la compatibilidad con SSL y JavaScript del navegador.
- Adobe Flash Player 10.1